# The Women (2008)
The Women is een film uit 2008 onder regie van Diane English. De film is gebaseerd op het toneelstuk van Clare Boothe Luce en de verfilming daarvan uit 1939.

## Verhaal
Sylvia Fowler is een vrouw die geen blad voor de mond neemt. Ze is een ongetrouwde redactrice van een modeblad. Als ze niet werkt, is ze meestal in het winkelcentrum te vinden. Sylvia's beste vriendin is Mary, de echtgenote van een welvarende financier. Mary lijkt het perfecte huwelijk te hebben en heeft daarnaast ook nog eens een succesvolle carrière. Ze heeft een goede band met haar 12-jarige dochter Molly en heeft een aantal goede vriendinnen, waaronder de lesbische Alex en de hoogzwangere moeder Edie.
Wanneer roddels ontstaan dat Mary's echtgenoot vreemdgaat met Crystal Allen, kunnen Mary en haar vriendengroep hier niets van geloven. Terwijl Mary een gerespecteerde dame is, is Crystal een schaamteloze niemendal die haar uiterlijk gebruikt om te krijgen wat ze wil. Mary begint te twijfelen aan het succes van haar huwelijk.
Haar vrienden beschouwen de affaire als een onacceptabel schandaal. Mary's moeder Catherine wil echter niet dat haar dochter een gescheiden vrouw wordt en doet er alles aan haar huwelijk in stand te houden. Mary besluit alles op een rijtje te zetten op een kladblok en hoopt dat ze op die manier ontdekt wat ze werkelijk wil met haar leven en toekomst.
Ondertussen heeft ook Sylvia zo haar eigen problemen als haar baan in gevaar wordt gebracht. Ze probeert de befaamde columnist Bailey Smith zover te krijgen om voor haar tijdschrift te werken. Op die manier kan ze haar baan behouden. Bailey accepteert het aanbod, op voorwaarde dat ze mag schrijven over Mary's privéleven en de affaire van haar man. De wanhopige Sylvia stemt ermee in en verkiest op die manier haar carrière boven haar beste vriendin.
Mary voelt zich verraden en wil niets meer met haar te maken hebben. Ze belandt uiteindelijk op een gezondheidskamp waar ze haar steun en toeverlaat vindt in een gravin. Eenmaal terug in de stad waar ze woont, New York, weet ze wat het belangrijkst is in haar leven en wat ze moet doen om haar chaotische leven weer terug naar normaal te krijgen.

## Rolverdeling
- Meg Ryan - Mary Haines
- Annette Bening - Sylvia Fowler
- Eva Mendes - Crystal Allen
- Debra Messing - Edie Cohen
- Jada Pinkett Smith - Alex Fisher
- Bette Midler - Leah Miller
- Candice Bergen - Catherine Frazier
- Carrie Fisher - Bailey Smith
- Cloris Leachman - Maggie
- Debi Mazar - Tanya
- India Ennenga - Molly Haines
- Jill Flint - Annie
- Ana Gasteyer - Pat
- Joanna Gleason - Barbara Delacorte
- Tilly Scott Pedersen - Uta
- Lynn Whitfield - Glenda Hill

## Productie
Het project is al decennia gaande. In de jaren zeventig werd de verfilming voorgesteld aan de actrices Jane Fonda, Barbra Streisand en Faye Dunaway, maar het kwam er nooit van. In 1995 zag de remake opnieuw het licht, toen Meg Ryan en Julia Roberts aan New Line Cinema vroegen de film te mogen doen. In 2006 ging het gerucht dat Annette Bening en Uma Thurman erin te zien zouden zijn. Toen de rolverdeling op 1 juni 2007 bekend werd, bleek dat het gerucht over Bening waar was geweest. Thurman werd echter niet aangekondigd. Van Thurman werd in 2004 ook al gedacht dat ze in de film zou verschijnen, met onder anderen Sandra Bullock. Zowel Bullock als Thurman zouden uiteindelijk nooit in de film verschijnen.
De film, waarin Meg Ryan, Annette Bening, Eva Mendes, Jada Pinkett Smith, Debra Messing en Candice Bergen de hoofdrollen hebben, had een budget van slechts 16.500.000 dollar, hetgeen relatief weinig is voor een film met een ensemble-cast. Op 9 november 2006 werd gezegd dat ook Anne Hathaway en Lisa Kudrow in onderhandeling waren voor een rol in de film, maar ze werden uiteindelijk niet gekozen.
Regisseur English werkte uiteindelijk 14 jaar aan de film. De oorzaak waardoor een en ander zo lang duurde, was volgens de regisseur de gedachte dat vrouwen boven de 25 jaar geen film kunnen dragen. The Women richt zich op vrouwen boven de 40 jaar. De verwachtingen lagen echter hoog na het succes van Sex and the City (2008), een film waarin ook de hoofdrollen werden gespeeld door vrouwen ouder dan 40 jaar.

## Ontvangst
De eerste première van de film vond plaats op 4 september 2008 in Hollywood. Naast de gehele cast waren ook andere bekende acteurs aanwezig op de rode loper. Zo gingen Will Smith, Warren Beatty, Tara Reid en Vanessa Williams niet onopgemerkt voorbij.
Op 12 september volgde in de Verenigde Staten de nationale première. Recensenten waren voornamelijk negatief over de film. Recensent Elizabeth Weitzman van de New York Daily News noemde The Women de "slechtste film van het jaar". In de Denver Post werd geschreven dat deze versie nog gedateerder is dan die uit 1939. Een van de weinige recensenten die wel in lovende bewoordingen over de film sprak, was de befaamde Roger Ebert. Hij noemde de film "een genot" om te zien en bewonderde de acteurs.
Hoewel recensenten de film afkraakten, deed The Women het goed in de bioscoop. Alleen al het eerste weekend bracht de film 10.115.121 dollar op. In november 2008 had de film in de Verenigde Staten 26.000.000 dollar opgebracht en in andere landen een bedrag van 13 miljoen. De Nederlandse première vond plaats op 2 november 2008. De reacties waren toen zeer positief. Vanaf 27 november 2008 was de film ook in 58 bioscopen te zien. Hij werd matig ontvangen door recensenten. Het Nederlandse filmblad Filmvalley noemde het een "onnodige remake" en suggereerde dat de film weinig origineel is, maar gaf lof aan de actrices Bette Midler en Candice Bergen. Het filmblad gaf de film uiteindelijk een 4,9 op een maximum van 10. Ook de internetwebsite NU.nl noemde het een "overbodige remake" en een "slap aftreksel van Sex and the City". Het kreeg uiteindelijk twee uit de vijf sterren.
De film werd door de recensenten van kranten positiever ontvangen. Het Algemeen Dagblad noemde hem beter dan Sex and the City, maar was verder niet enthousiast. Het omroepblad TV Krant besteedde veel aandacht aan de film. Hoewel het opmerkte dat de film veel clichés en stereotypen gebruikt, werden alle acteurs geprezen om hun rol. De film kreeg uiteindelijk drie uit vijf sterren. Ook De Telegraaf benadrukte het "talent van de acteurs" en was enthousiast over het geheel.